# Église Saint-Vincent de La Voulte-sur-Rhône
L'église Saint-Vincent est érigée dans la commune de La Voulte-sur-Rhône, département de l'Ardèche en région Auvergne-Rhône-Alpes. Son architecture est de style néoroman. L'édifice est situé au cœur du chef-lieu de la commune à proximité du château, bien visible depuis de nombreux lieux aux alentours.

## Historique
Quelques faits à l’origine de la reconstruction de l’église paroissiale de La Voulte-sur-Rhône : 
- 1806 : 1 261 habitants…
- 1836 : 2 189 habitants...
- 1856 : 
  - 3 045 habitants à La Voulte-sur-Rhône et une église trop exigüe en raison du développement des mines de fer et des fonderies.
  - Pose de la première pierre (22 septembre). La nouvelle église sera construite grâce à la générosité de la Compagnie des fonderies et des forges de la Loire et de l'Ardèche.
- 1859 : Consécration de l’édifice (11 septembre)[1].

Un siècle plus tard : 
- 1954 : 4 489 habitants...
- 1962 : 5 537 habitants...

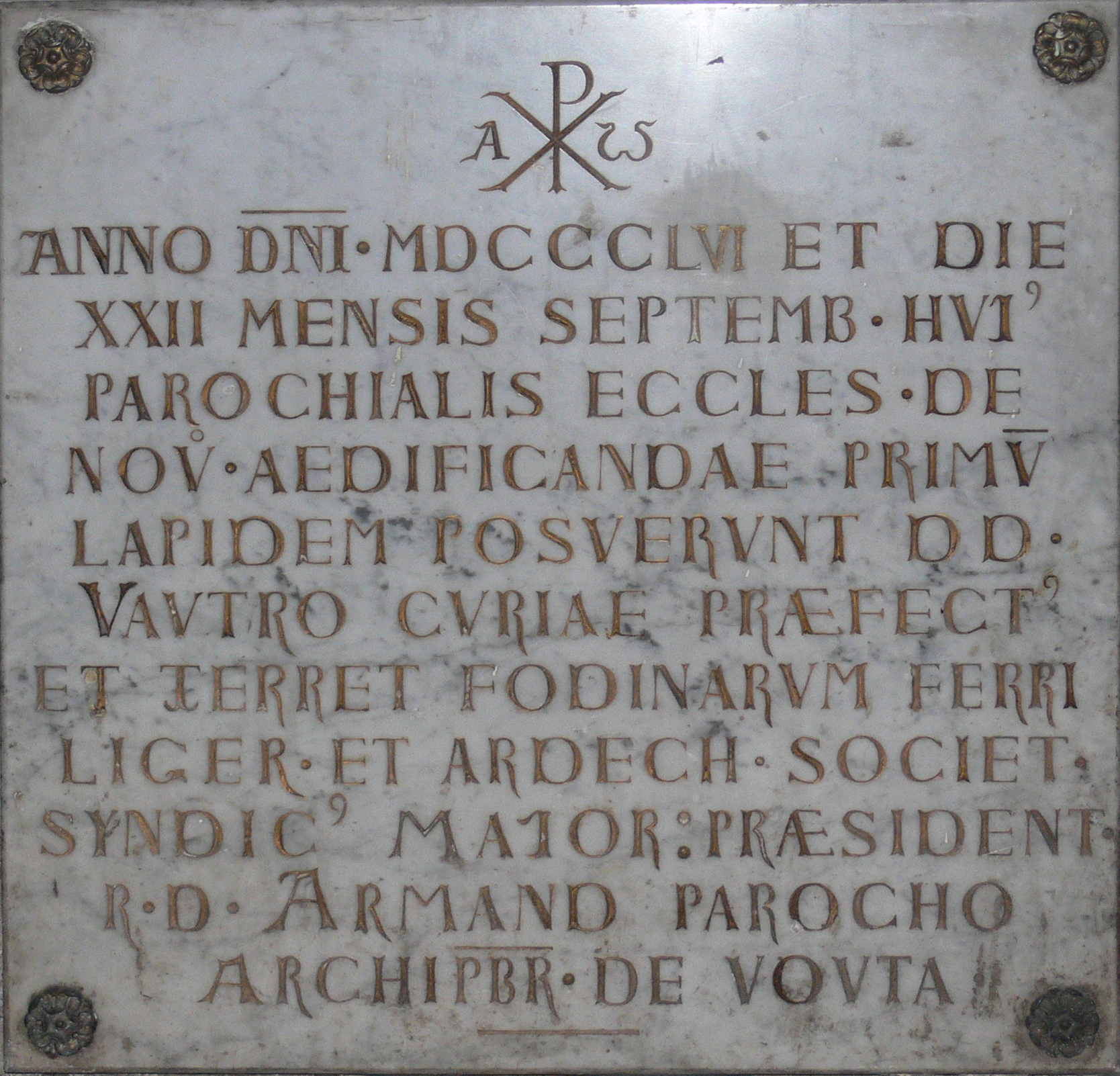
« Plaque commémorant la pose de la première pierre »

- 1968 : 5 978 habitants à La Voulte-sur-Rhône…

L histoire se répète. L’église paroissiale Saint-Vincent s’avère insuffisante avec le développement du quartier Hannibal. La construction d’une chapelle annexe est décidée dès 1965-1966, elle ouvre au culte en décembre 1967.
Quelques dates récentes : 
- 1994 : Les paroisses catholiques de Beauchastel, Charmes-sur-Rhône, Gilhac-et-Bruzac, La Voulte-sur-Rhône, Saint-Cierge-la-Serre, Saint-Georges-les-Bains et Saint-Laurent-du-Pape forment l’« ensemble inter-paroissial de La Voulte » (E.I.P.).
- 2003 : Création de la paroisse « Saint-Michel du Rhône » par fusion des paroisses de l’« ensemble inter-paroissial » (1er janvier)[2]. La chapelle Saint-Michel devient elle-même église paroissiale puisque « église centre » de la paroisse nouvelle. L’église Saint-Vincent continue d’accueillir les célébrations des rites de passage (baptêmes, mariages et funérailles) des catholiques voultains et des messes dominicales.
- 2022 : Création de la paroisse « Saint-Nicolas du Rhône » autour de La Voulte-sur-Rhône par fusion et redéfinition des limites des paroisses « Saint-Jean du Pays de Privas », « Saint-François d'Ouvèze-Payre» et « Saint-Michel du Rhône »  [3].

## Description générale
Composée d’un clocher construit au-dessus du portail principal, l’église est à trois nef voûtées. Son plan est en forme d’une croix latine. Ses façades aux tons rougeâtres ont été colorées par les oxydes métalliques rejetés par les fonderies situées à proximité .

## Vocable
Saint Vincent a été choisi comme patron pour l’édifice. Il est également celui du diocèse de Viviers.

## Visite de l'édifice

### Le sanctuaire
Plusieurs éléments aux fonctions liturgiques précises : 
- le siège de présidence,
- la Croix du Christ,
- l’ambon en marbre et orné d'éléments sculptés,
- l’autel décoré par un bas-relief : La Mise au tombeau, classé parmi les monuments historiques au titre d'objet le 29 septembre 1903. Ses dimensions sont 40 cm x 80 cm [5].

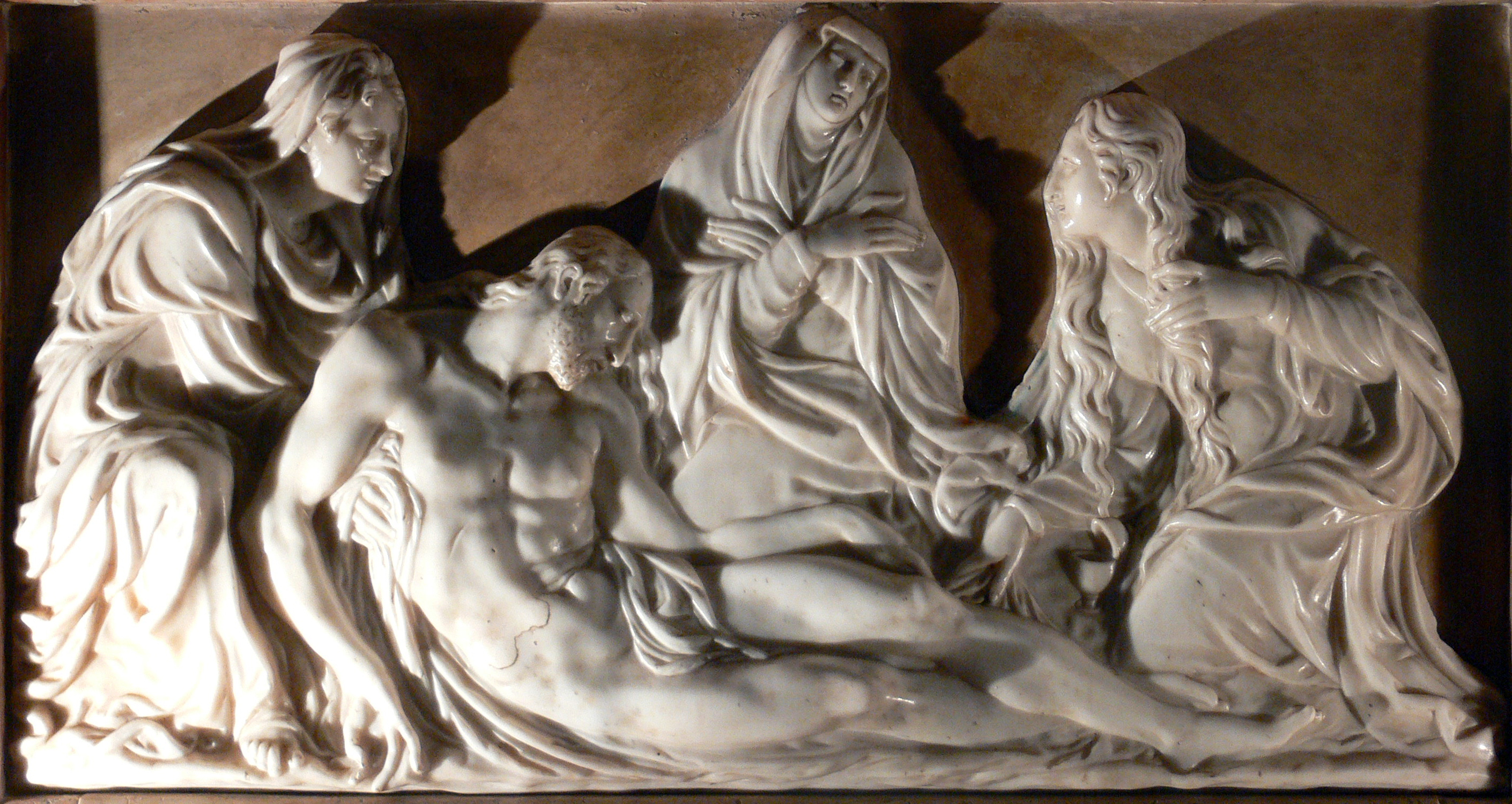
La Mise au tombeau.

- le tabernacle.

### Vitraux
Dans l’église, les vitraux aux formes abstraites ont remplacé notamment ceux détruits par les bombardements de 1944.

### Sculptures

#### Autels
Dans les bras du transept se trouvent quatre autels sculptés avec leur retable comme :
- L’autel de la Vierge,
- L’autel du Sacré Cœur,
- L’autel de saint Joseph.

#### Statues
Plusieurs statues ou groupes sculptés décorent l'église dont : 
- Vierge à l'Enfant,
- Saint Joseph ,
- Sacré-Cœur,
- Saint Jean-François Régis.
- Sainte Barbe, patronne des mineurs,
- Saint Nicolas, patron des mariniers,
- Saint Eloi, patron des métallurgistes.

Ces trois statues rappellent la présence de ces trois corps de métiers à La Voulte-sur-Rhône à l’époque de la construction de cette église.

#### Chemin de croix
Le chemin de Croix date de la deuxième moitié du XIXe siècle.

#### Autres éléments sculptés
Citons encore : 
- les fonts baptismaux en marbre séparés de la nef par une clôture en fer forgé ;
- la chaire, aujourd'hui inutilisée, conservée comme élément décoratif ;
- les vantaux de la porte de la sacristie, classés parmi les monuments historiques au titre d'objet le 5 novembre 1912 [6].

### Tableaux
Des tableaux de l’église sont recensés sur la base Palissy comme L'Assomption avec les portraits du duc et de la duchesse de Ventadour , XVIIe siècle, classé parmi les monuments historiques au titre d'objet depuis le 4 juillet 1903 .
Quelques pièces sont inscrites parmi les monuments historique au titre d'objet depuis le 15 mars 1983 :
- Christ au Sacré-Cœur adoré par deux anges, XIXe siècle[8].
- Saint Vincent en dalmatique, une palme à la main [9].
- Saint Vincent devant ses juges, XIXe siècle [10].
- L'Adoration des Mages [11].

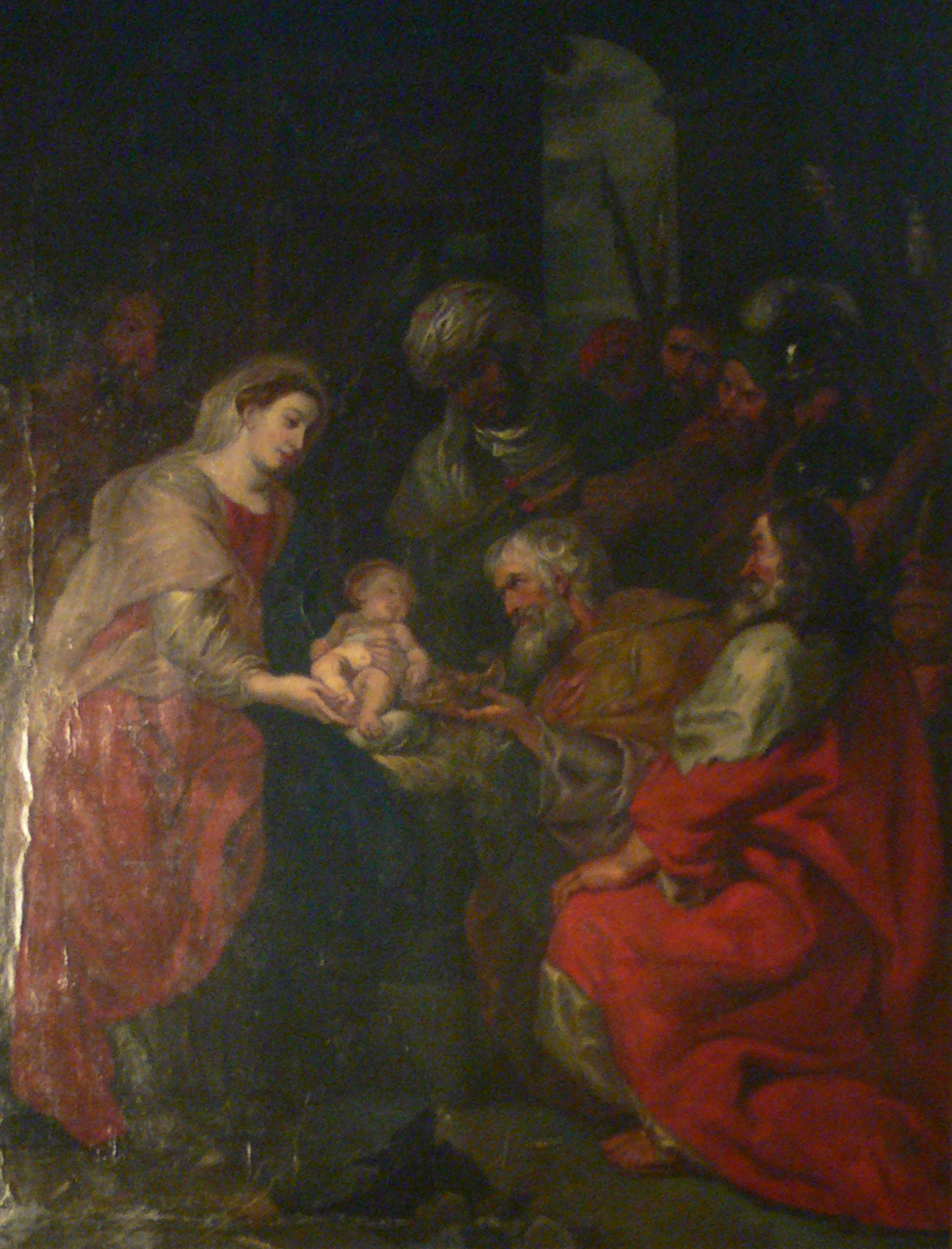
L'Adoration des Mages.
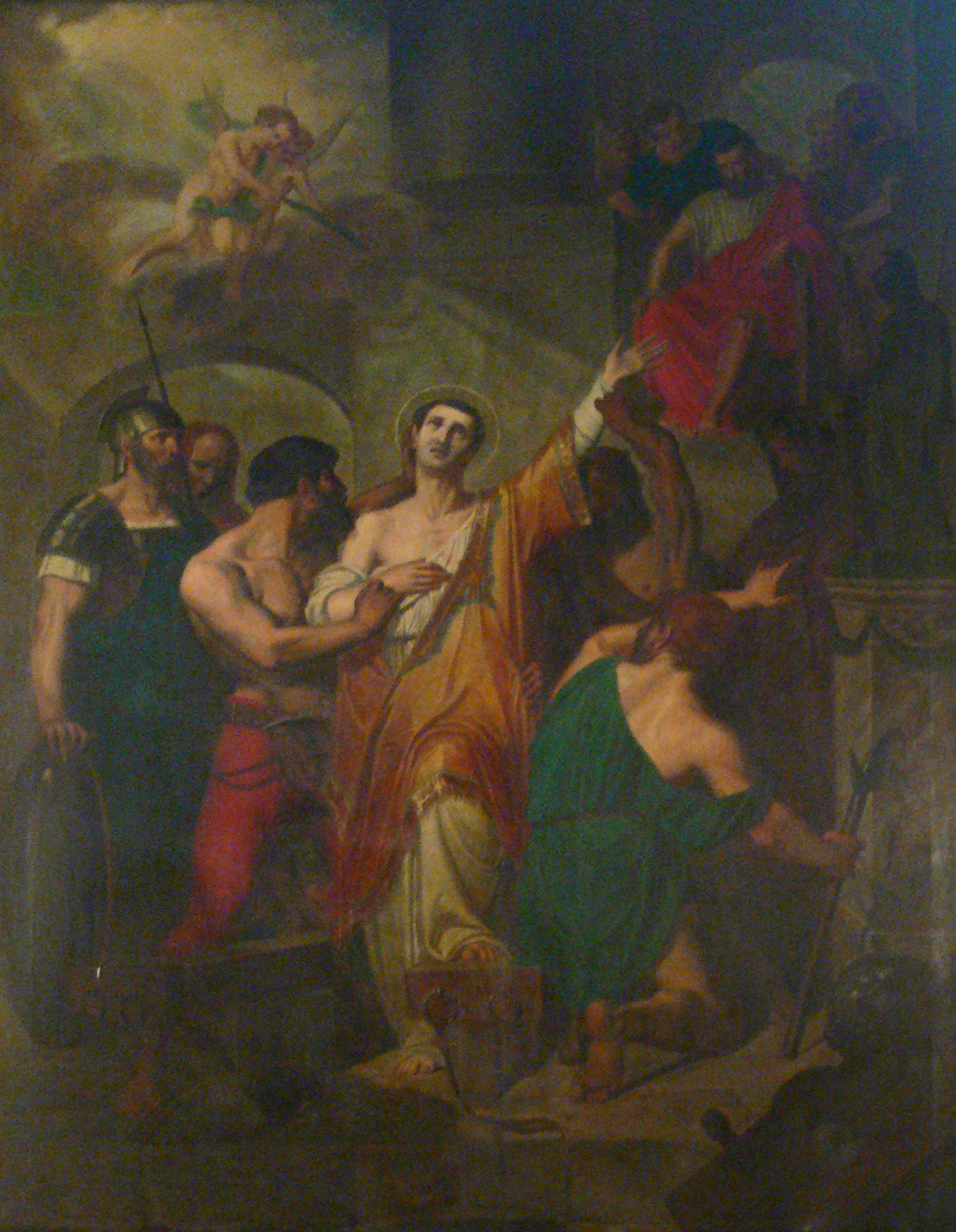
Saint Vincent.
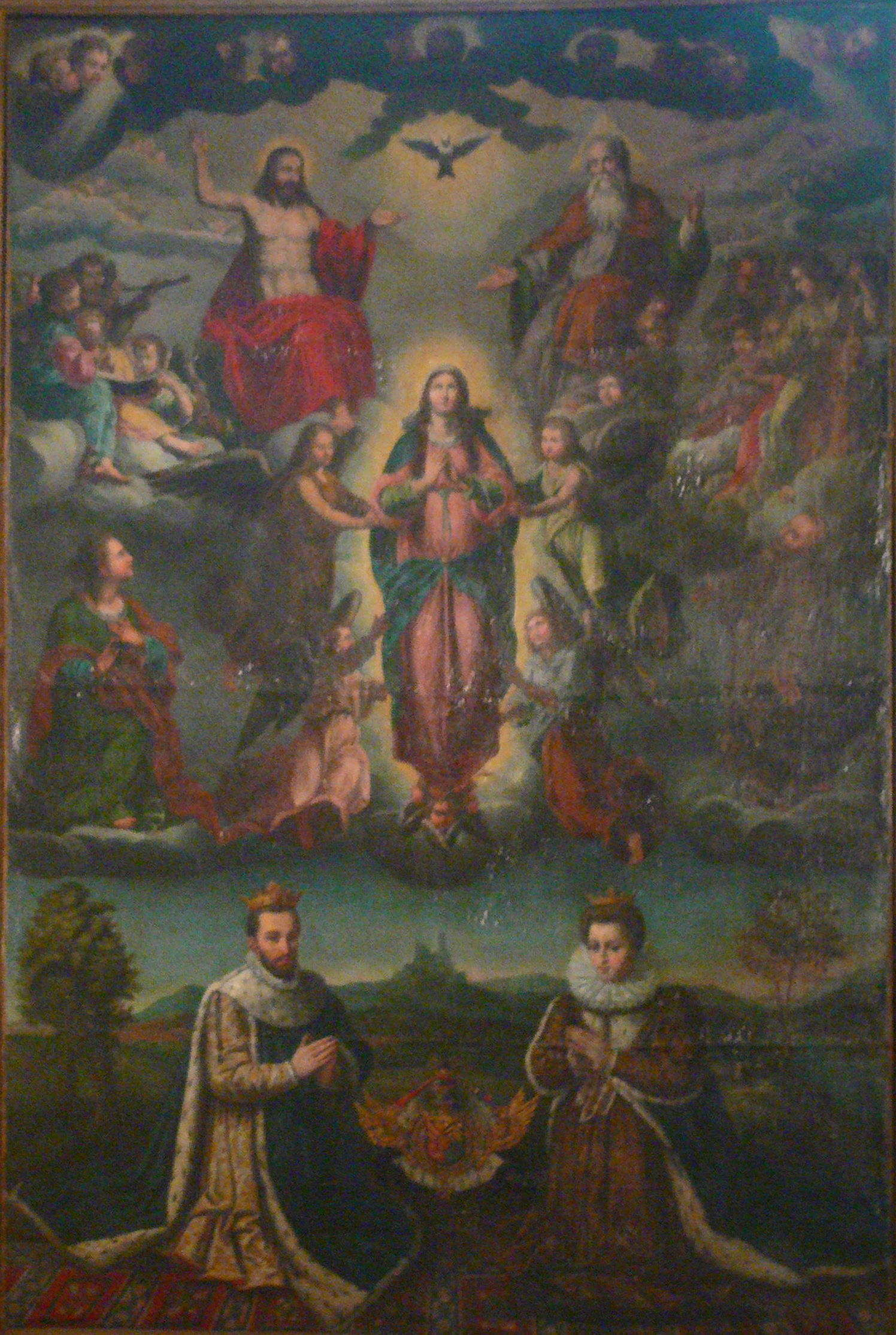
L’Assomption avec les portraits du duc et de la duchesse de Ventadour.

## Chronologie des curés

### ? - 1994
Un curé, aidé parfois d'un vicaire a la charge de la paroisse dont le territoire correspond approximativement à celui de la commune.

### 1994 - 2003
Une équipe presbytérale dont les membres sont « curés in solidum » (responsables solidairement) a la charge de l’ «ensemble inter-paroissial de La Voulte-sur-Rhône ».

### 2003 - 2022
Avec la création de la paroisse Saint-Michel du Rhône, une équipe d’animation pastorale (E.A.P.) composée de laïcs en mission et de prêtres nommés « curés in solidum » à la charge de la paroisse nouvelle.

### Depuis 2022
Avec la création de la paroisse Saint-Nicolas du Rhône, une équipe d’animation pastorale (E.A.P.) composée de laïcs en mission et de prêtres nommés « curés in solidum » à la charge de la paroisse nouvelle.